# نانسي ليبرمان
نانسي ليبرمان (بالإنجليزية: Nancy Lieberman) مواليد 1 يوليو 1958 في بروكلين، هي لاعبة كرة سلة أمريكية معتزلة أصبحت مدربة مساعدة بدأت مسيرتها الاحترافية في سنة 1980. تم اختيارها من قبل فريق فينيكس ميركوري خلال الدرافت وهي مدربة مساعدة لفريق سكرامنتو كينغز في الرابطة الوطنية لكرة السلة. يبلغ طولها 5 قدم 10 بوصة (1.8 م). شاركت في دورة الألعاب الأولمبية الصيفية سنة 1976. حققت المركز الأول في كأس العالم لكرة السلة للسيدات 1979. اعتزلت اللعب في 2008. دخلت قاعة نايسميث التذكارية لمشاهير كرة السلة.

## الميداليات
| الميدالية | المسابقة                           |
| --------- | ---------------------------------- |
| فضية      | الألعاب الأولمبية الصيفية 1976     |
| ذهبية     | كأس العالم لكرة السلة للسيدات 1979 |

## روابط خارجية
- نانسي ليبرمان على موقع الاتحاد الدولي لكرة السلة (الإنجليزية)
- نانسي ليبرمان على موقع الاتحاد الوطني لكرة السلة النسائية (الإنجليزية)
- نانسي ليبرمان على موقع ريلجم (الإنجليزية)
- نانسي ليبرمان على موقع بروبوليرز (الإنجليزية)
- نانسي ليبرمان على موقع قاعة مشاهير كرة السلة للسيدات (الإنجليزية)
- نانسي ليبرمان على موقع سبورتس رفرنس (الإنجليزية)
- نانسي ليبرمان على موقع سبورتس رفرنس (الإنجليزية)
- نانسي ليبرمان على موقع سبورتس رفرنس (الإنجليزية)
- نانسي ليبرمان على موقع سبورتس رفرنس (الإنجليزية)
- نانسي ليبرمان على موقع أوليمبيديا (الإنجليزية)